# Прудёль, Карл-Хайнц
Карл-Хайнц Прудёль (нем. Karl-Heinz Prudöhl; род. 3 декабря 1944, Скаршевы, Поморское воеводство) — немецкий гребец, выступавший за сборную ГДР по академической гребле в конце 1960-х — середине 1970-х годов. Чемпион летних Олимпийских игр в Монреале, чемпион мира и Европы, победитель и призёр многих регат национального значения.

## Биография
Карл-Хайнц Прудёль родился 3 декабря 1944 года в Эберхардшдорфе (ныне деревня Ярошевы Поморского воеводства Польши). Проходил подготовку в городе Росток в местном спортивном клубе «Форвертс» под руководством тренера Карла Лорке.
Первого серьёзного успеха на взрослом международном уровне добился в сезоне 1969 года, когда вошёл в основной состав восточногерманской национальной сборной и побывал на чемпионате Европы в Клагенфурте, откуда привёз награду бронзового достоинства, выигранную в зачёте распашных безрульных четвёрок.
В 1970 году в рулевых четвёрках стал серебряным призёром на чемпионате мира в Сент-Катаринсе, уступив в финале команде из Западной Германии.
На чемпионате мира 1974 года в Люцерне попасть в число призёров не смог, показав в восьмёрках четвёртый результат.
В 1973 году на чемпионате Европы в Москве добавил в послужной список золотую медаль, выигранную в восьмёрках.
На мировом первенстве 1975 года в Ноттингеме обошёл всех соперников в восьмёрках, став таким образом чемпионом мира по академической гребле.
Благодаря череде удачных выступлений удостоился права защищать честь страны на летних Олимпийских играх 1976 года в Монреале — в составе экипажа, куда также вошли гребцы Бернд Баумгарт, Готтфрид Дён, Роланд Костульски, Ханс-Йоахим Люк, Дитер Вендиш, Ульрих Карнац, Вернер Клатт и рулевой Карл-Хайнц Даниловски, занял первое место в программе восьмёрок, опередив преследовавшую лодку из Великобритании более чем на две секунды, и тем самым завоевал золотую олимпийскую медаль. За это выдающееся достижение по итогам сезона был награждён орденом «За заслуги перед Отечеством» в серебре.
Помимо занятий спортом служил в военно-морских силах Фольксмарине. После завершения спортивной карьеры работал тренером и преподавателем.